# ブギ・ウギ・フォーリーズ
グランド・ショー『ブギ・ウギ・フォーリーズ』は宝塚歌劇団によって制作された舞台作品。星組公演。20場。作・演出は小原弘稔。併演作品は『華麗なるファンタジア』。

## 解説
※宝塚100年史を参考にした。
1910年代から1940年代の音楽に乗せて展開するハイテンポでダイナミックなショー。「ブギ・ウギ」のリズムに乗り、淡いノスタルジーや強烈なビートを味わってもらおうとした作品。タイトルの「ブギ・ウギ」には音楽のほかに、「楽しい」「浮かれている」という意味も含ませている。秋の行楽シーズンに合わせて理屈抜きで楽しめる明るい構成で作られている。

## 公演期間と公演場所
- 1986年9月26日 - 11月11日　宝塚大劇場[2]
- （東京宝塚劇場公演はない）

## スタッフ
※宝塚80年史を参考にした。
- 作曲・編曲：吉崎憲治・橋本和明・高橋城
- 編曲：中野潤二
- 音楽指揮：岡田良機
- 振付：羽山紀代美・山田卓・家城比呂志・ジム・クラーク
- 装置：石浜日出雄・関谷敏昭
- 衣装：任田幾英
- 照明：今井直次
- 小道具：上田特市
- 効果：扇野信夫
- 音響監督：松永浩志
- 演出補：三木章雄
- 演出助手：小池修一郎
- 舞台進行：豊田登
- 制作：橋本雅夫

## 主な配役
※宝塚80年史を参考にした。
- 歌う青年1、青年S、ダンディ、歌う娘、靴屋、紳士 - 峰さを理
- 娘S、歌うレディ、赤い靴の娘、踊る淑女 - 南風まい
- 歌う青年2、紳士、クラブのボス - 日向薫
- 歌う青年3、若者、司教、紳士 - 紫苑ゆう
- ブラックメーカーA、踊る紳士A - 萬あきら
- ブラックメーカー、踊るレディA - あづみれいか
- 踊る淑女 - 洲悠花
- 歌う青年4、歌う青年 - 三城礼
- ブラックメーカー女A、淑女 - 毬藻えり
- ブラックメーカー女 - 綾瀬るり
- 歌う青年 - 麻路さき